# Libertad Verlag
Der Libertad Verlag ist ein deutscher Buchverlag. Gegründet wurde der „Libertad Verlag Berlin“ Ende 1976 in Berlin-Neukölln. Heute hat der Verlag seinen Sitz in Potsdam. 

## Geschichte
Seine Gründungsmitglieder und Betreiber, zu denen von Anfang an und bis heute der Sozialwissenschaftler und Publizist Jochen Schmück gehörte, kamen ursprünglich aus der anarchistischen Schüler- und Lehrlingsbewegung. Die Sozialphilosophie und Sozialgeschichte des Anarchismus sowie der ihm verwandten libertären Bewegungen waren die Themenschwerpunkte des Verlagsprogramms. Sie sind heute noch charakteristisch für den Verlag, auch wenn sich das Themenspektrum im Laufe der Jahre deutlich erweitert hat. 
Der Verlag gehört ebenso wie der Karin Kramer Verlag, OPPO-Verlag und Trotzdem Verlag zu den frühen im Gefolge der 1968er-Revolte in Deutschland entstandenen anarchistischen Verlagen, die über mehrere Jahrzehnte hinweg Bücher von libertären Autoren beziehungsweise zu libertären Themen publiziert haben.

## Schriftenreihen
Die anarchistischen texte, eine in loser Folge bis 1984 erschienene Schriftenreihe, versucht anhand ausgesuchter Quellentexte mit der historischen Entwicklung und den verschiedenen theoretischen Strömungen des Anarchismus vertraut zu machen. In zwei aneinanderknüpfenden Editionen wurden schwerpunktmäßig folgende Themengebiete behandelt:
I. Philosophie und Theorie des Anarchismus

(anarchistische texte Nr. 1–14)
II. Praxis und Bewegung des Anarchismus

(anarchistische texte Nr. 15–29)
In Fortsetzung und Ergänzung der ersten beiden Editionen ist in unregelmäßiger Folge seit 1983 (Nr. 30) eine inhaltlich erweiterte III. Edition der anarchistischen texte erschienen, die sowohl historische wie aktuelle Schriften beinhaltet. 
Inhaltlich breiter gefächert ist das Themenspektrum der Edition Schwarze Kirschen. In dieser seit 1979 herausgegebenen und populär gehaltenen Taschenbuchreihe sind Schriften zu folgenden Themenbereichen erschienen: 
- Philosophie und Praxis der libertären Bewegungen,
- Freiheitlicher Sozialismus contra Staatssozialismus,
- Anthropologie und Ethnologie,
- Emanzipation der Geschlechter,
- Literatur und Kunst der Revolte.

Einer vertieften wissenschaftlichen Auseinandersetzung mit der Geschichte sozialer und gegenkultureller Bewegungen dient die seit 1987 erscheinende Buchreihe Archiv für Sozial- und Kulturgeschichte. Diese Reihe will die Erforschung und Dokumentation derjenigen sozialen und kulturell emanzipatorischen Bewegungen fördern, die von der etablierten Historiographie kaum oder nur unzureichend berücksichtigt wurden. Den Schwerpunkt bildet die Darstellung der deutschsprachigen libertären Bewegungen. Bisher sind in dieser Reihe Titel zu folgenden Themenbereichen erschienen:
- Ideengeschichte des klassischen Anarchismus
- Sozialgeschichte des deutschsprachigen Anarchismus und Anarchosyndikalismus
- Geschichte der verwandten libertären Bewegungen wie z. B. der deutschsprachigen Freiwirtschaftsbewegung

Seit Ende der 1990er-Jahre hat sich der Libertad Verlag auf die Herausgabe der Datenbank des deutschsprachigen Anarchismus (DadA) konzentriert, die mit all ihren Dokumentationen sowohl als CD als auch in einer frei zugänglichen Onlineversion erschienen ist.